# Шишкин, Игорь Юрьевич
Игорь Юрьевич Шишкин (род. 8 октября 1967 года, Караганда, Казахская ССР, СССР) — советский боксёр, победитель и призёр всесоюзных и международных соревнований в конце 1980-х — начале 1990-х годов. Мастер спорта СССР международного класса.

### Спортивная карьера
Боксом начал заниматься в 1979 году. За свою карьеру представлял Советский Союз на ряде крупных турниров.

Основные достижения:
- Победитель Кубка СССР (1988)

Игорь Шишкин в момент отдыха между раундами

- Серебряный призёр чемпионатов СССР (1990, 1991)
- Бронзовый призёр Кубка мира (1990, Дублин)
- Чемпион последней Спартакиады народов СССР (Минск)
- Победитель матчевых встреч СССР — США (1989, 1990)